# 로케이션 촬영

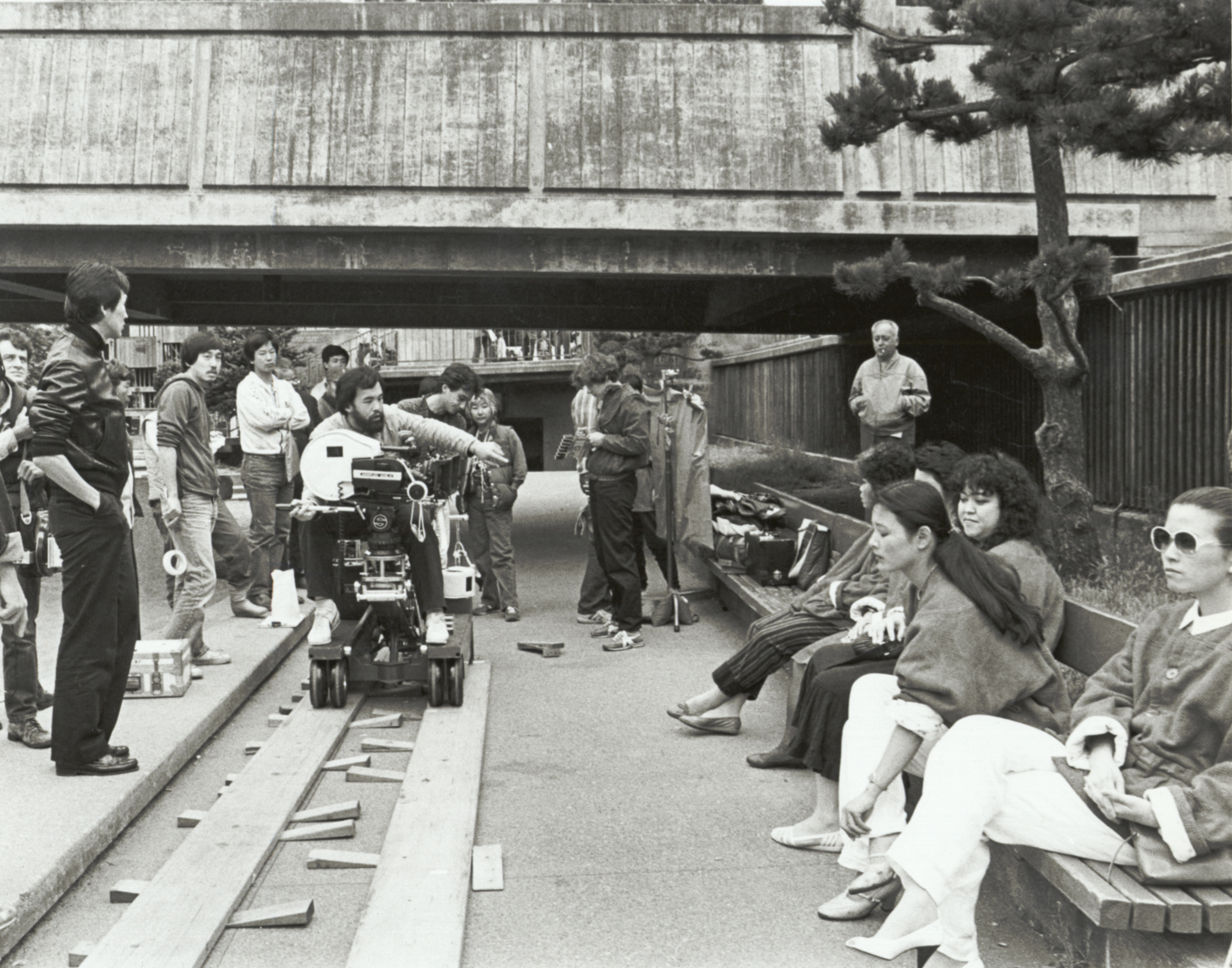
1983년 샌프란시스코 차이나타운 포츠머스 광장에서 저예산 영화를 촬영하고 있는 마이크 친

로케이션 촬영(Location shooting)은 사운드 스테이지나 백롯(backlot)이 아닌 실제 환경에서 영화나 텔레비전 작품을 촬영하는 것이다. 로케이션은 내부일 수도 있고 외부일 수도 있다.
촬영 장소는 이야기의 배경이 되는 장소와 동일할 수도 있고(예를 들어 영화 통역사의 장면은 맨해튼의 유엔 본부 내부에서 설정 및 촬영됨), 다른 장소를 대신할 수도 있다(영화 아마데우스와 영화 일루셔니스트 (2006년 영화)는 주로 빈을 배경으로 했지만 촬영은 프라하에서 이루어졌다. 대부분의 영화는 로케이션 촬영과 스튜디오 촬영이 결합되어 있다. 종종 내부 장면은 사운드 스테이지에서 촬영되고 외부 장면은 현장에서 촬영된다. 두 번째 단위 사진은 일반적으로 로케이션 촬영으로 간주되지 않는다.
촬영에 앞서 일반적으로 촬영 전 사전 제작 과정에서 로케이션을 조사한다. 이 과정을 로케이션 스카우팅이라고 한다.

## 같이 보기
- 로케이션 (촬영술)
- 영화 제작